# Bahawalpur
Bahawalpur er en by i det centrale Pakistan med et indbyggertal på cirka 762.111 (2017). Byen ligger i distriktet Punjab, og blev grundlagt i 1748. En af byens største seværdigheder er det enorme Noor Mahal-palads.